# Українські народні пісні

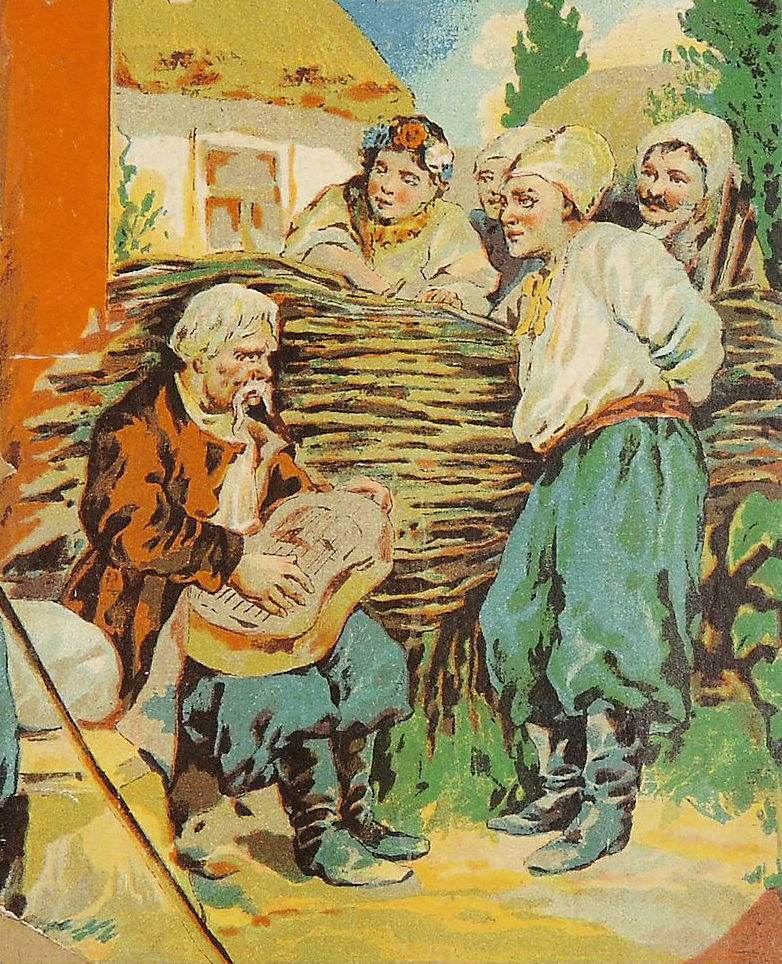
З обкладинки збірки українських пісень. 1901

Украї́нські наро́дні пісні́ (співанки) — різновид народної музики українською мовою; частина української музики. Україномовна народна музика зародилася в період 9 століття н. е. у часи становлення Київської Русі.

## Опис
Про практику народної співанки, що існувала в найдавніші часи на теренах України, можна судити зі старовинних обрядових пісень. Багато з них є відбитком цільного світогляду часів первісної людини, що розкриває ставлення народу до природи та її явищ.
Самобутній національний стиль найбільше повно представлений співанками центрального Придніпров'я. Їм властиві мелодична орнаментика, вокалізація голосних, лади — еолійський, іонійський, дорійський (нерідко хроматизований), міксолідійський. Зв'язки з білоруським фольклором особливо яскраво виявляються у фольклорі Полісся.
У Прикарпатті й Карпатах розвинулися свої відмінні співанкові стилі. Їх визначають як гуцульський і лемківський діалекти. Гуцульський фольклор відрізняється архаїчними рисами в мелосі й виконавській манері (інтонування, наближене до натуральному ладу, низхідні глісандо в закінченнях фраз, спів з вигуками, імпровізаційна мелізматика, силабічний речитатив), взаємодією вокального й інструментального начал, зв'язками з молдавським і румунським фольклором. В ладовому відношенні гуцульському фольклору притаманний особливий — гуцульський лад, а також — еолійський, іонійський, та дорійський. Для лемківського діалекту характерні зв'язки з польською, угорською, словацькою співенністю, що проявляються в гостро пульсуючому синкопованому ритмі, переважанні мажору над мінором, пануванні силабічного речитативу.

## Українські народні пісні

### Всесвітньо-культурне значення української народної пісні
Фольклористи підрахували, що досі було записано понад півмільйона українських народних пісень. З них опубліковано лише неповних десять відсотків, найбільше у п'ятдесятитомнику «Українська народна творчість» та десятитомному корпусі «Українські народні мелодії», який охоплює 11 447 записів. Жодна нація за всю історію не має такої кількості пісень, як самостійно створив український народ.
У фонді України знаходиться 15,5 тисяч пісень.

### Питання авторства української народної пісні
Першотворці народних пісень, як правило, невідомі, або взагалі не можуть бути визначені через колективне авторство. Народна пам'ять зберегла лише деякі імена авторів пісень, які стали народними. Наприкінці XVIII — в першій половині XIX ст. деякі пісні були приписані реальним історичним особам («Їхав козак за Дунай» — Семену Климовському) або особам вигаданим
(«Ой не ходи, Грицю, та й на вечорниці», «Засвіт встали козаченьки» — Марусі Чурай). Частина народних пісень має літературне походження: «Реве та стогне Дніпр широкий» (Т. Шевченко), «Ніч яка місячна» (М. Старицький).

### Найдавніші тексти українських народних пісень
Найдавнішим повним записом української народної пісні є текст «Дунаю, Дунаю, чему смутен течеш?» із середини XVI ст. відомий під назвою «Пісня про Штефана воєводу». Його було віднайдено в селі Венеція-Луків Бардіївського округу, в рукописній граматиці 1571 року чеського вченого Яна Благослава. Близько 1612 року було написано «Пісню козака Плахти», яку було надруковано в польському збірнику сатиричних творів Яна Дзвоновського в Кракові. У 1684 році з'являється «Дума про козака Голоту», запис, імовірно, зроблено на правому березі Дніпра і вміщено в рукописному збірнику Кондрацького. Перші нотні записи віднайдено у збірнику кінця XVII — поч. XVIII ст., що приписується вихованцеві Києво-Могилянської Академії Захарію Дзюбаревичу. Серед записів є тексти «Скажи мені, соловейку, правду», «Ой біда, біда мені, чайці небозі». У 1790 році виходить «Богогласник» з піснями релігійного змісту, частина яких побутує і нині в Західній Україні. Це, зокрема, колядки «Нова рада стала», «Бог предвічний».
У XVIII ст. українські пісні вже широко займають місце у численних збірниках, співаниках тощо, не тільки рукописних, а й друкованих, наприклад, у таких збірниках пісень, як «Между делом безделье, или Собрание разных песен с приложенными тонами на три голоса» Г. Теплова (1759), «Собраніе русскихъ простыхъ пѣсенъ съ нотами» В. Трутовського (СПБ., 1776), «Сборникъ пѣсенъ» Новикова (СПБ., 1780), «Молодчикъ съ молодкою на гуляньѣ съ пѣсельниками» (СПБ., 1790). Упродовж 1790—1806 років виходять три видання «Собраніе народныхъ рускихъ пѣсенъ съ ихъ голосами» І. Прача, де було виділено окремо шістнадцять українських пісень, а в пісеннику І. Гестенберга — Ф. Дітмара за 1797–1798 роки було надруковано і такі відомі українські пісні, як «Да орав мужик край дороги», «Ой під вишнею», «Їхав козак за Дунай».
Іноді знаходимо біля пісень цікаві примітки, — наприклад, в одному співанику 1818 р. до пісні «На бережку у ставка» додано увагу: «пѣсня сія была любимою князя Г. А. Потемкина; а по веселому своєму голосу, который почитается наилучшимъ въ музыкѣ, пѣта бываеть всякимъ».

### Наукові дослідження про українську народну пісню
Особливості українських пісень досліджували чимало відомих фольклористів — М. Драгоманов, С. Людкевич, О. Сластіон, П. Куліш, І. Срезневський, Леся Українка, В. Перетц, М. Сумцов, О. Потебня та інші. Сутність народних творів влучно визначив М. Максимович. Порівнюючи у своїй праці українські пісні з російськими він вказав таке: 
|  | «Суттєва їх відмінність у тому, що в російських піснях виражається дух покірний своїй долі і готовий підкорятися її велінням. Росіянин не звик брати активну участь в зміні свого життя, тому він здружився з природою й полюбляє її оспівувати, бо лиш у цьому він може вилити свою душу. Він не намагається виразити в пісні обставини дійсного життя, а скоріше навпаки бажає мов би відділитися від усього існуючого, і, затуливши вухо рукою, хоче, здається, загубитися в звуці. Тому російські пісні відзначаються глибокою тужливістю, розпачливим забуттям, якимось роздоллям та плавною протяжністю. Всі ці ознаки меншою мірою притаманні Малоросійськім пісням (за винятком обрядових), вони, будучи виразом боротьби духу з долею, відрізняються поривами пристрасті, напруженою твердістю й силою почуття, а водночас і природністю виразу. В них бачимо не безпам'ятність і не зневіру, а скоріше досаду і тугу, в них більше дії..." |

### Класифікація українських народних пісень
- Обрядові пісні
  - Календарно-обрядові пісні
    - Весняного циклу: веснянки, весняні хороводи, гаївки, гагілки, русальні пісні
    - Літнього циклу: петрівки (співалися під час Петрівського посту[16]), купальські пісні, жниварські пісні
    - Зимового циклу: миколаївки (?), щедрівки, колядки, засівалки (посівалки)

  - Родинно-обрядові пісні: весільні пісні, голосіння
- Побутово-ліричні пісні
  - Родинно-побутові пісні
  - Соціально-побутові пісні: козацькі пісні, чумацькі пісні, кріпацькі пісні, рекрутські пісні (солдатські), ремісницькі, переселенські, бурлацькі пісні (заробітчанські)
- Епічні пісні: історичні пісні, думи, старини (один з різновидів балад, що є у всьому світі)

### Різновиди українських народних пісень
- Голосіння
- Жартівливі пісні
- Історичні пісні
- Козацькі пісні і думи
- Балади
- Колискові пісні
- Колядки та щедрівки
- Кріпацькі пісні
- Купальські пісні
- Ліричні пісні та балади
- Наймитські пісні
- Обрядові пісні
- Побутові пісні
- Сороміцькі пісні
- Рекрутські пісні
- Стрілецькі пісні
- Патріотичні пісні
- Повстанські пісні
- Танці і хороводи
- Чумацькі пісні

## Сучасні дослідження української народної пісні
У 2014 році в співпраці Українського музею І. Гончара із угорським музикантом-мультиінструменталістом Міклошем Ботом народився проєкт відкритого онлайн-архіву українського пісенного фольклору під назвою «Поліфонія». Упродовж 2017 року силами проєкту були записані понад дві тисячі пісень у ста селах України.
«Веб-ресурс, який ми запускаємо, є безпрецедентним, оскільки спрямований на передачу перспективи суспільству. Завданням сайту є допомога та навчання найширшого кола людей.» — каже автор проєкту Міклош Бот.
 Основна ціль проєкту — завдяки інтеграції соціальних медіа та розвитку модуля навчання відкрити нові перспективи в царині інтерпретації та популяризації пісень. Пріоритетними завданнями цього проєкту, за словами його авторів, є фіксація української нематеріальної культурної спадщини найсучаснішими технологіями та забезпечення доступу до неї.

Угорський музикант-фольклорист Міклош Бот закликає продовжити життя цій українській традиції, вивчаючи та виконуючи пісні. Адже якщо зараз не задуматись про майбутнє, то на них чекатиме доля, що спіткала мертві мови: вони зникнуть із щоденного вжитку і залишаться об'єктами для досліджень декількох лінгвістів та фольклористів. Але також є й інша перспектива: вони можуть стати частиною повсякдення і тоді, ця «мертва база даних» повернеться до життя.
«Пісні потребують вашої допомоги! Слухайте, вивчайте, співайте, діліться! У подарунок Вам вони щодня відкриватимуть щось нове і, можливо, передадуть ту важливу  інформацію, яка надає життєвої сили тим, хто її підтримує.» — М. Бот.

## Додаткова література
- Українські співаники 13 — 18 ст. // Жарких М. І. «Знання про Україну — Що і де читати»
- Сперанский М. Н. Малорусская пѣсня въ старинныхъ русскихъ печатныхъ пѣсенникахъ // Этнографическое обозрѣніе. — 1909. — № 2—3. — Кн. 81—82. — С. 120—144.(рос. дореф.)
- Потебня О. О. Малорусская народная песня, по списку XVI века. Текст и примечания А. Потебни. — Отдельный оттиск из «Филологических Записок». — Воронеж: тип. В. И. Исаева. 1877.(рос. дореф.)(укр.)
- Перетц В. Н. Малорусские вирши и песни в записях XVI—XVIII вв. — Ч. 1. — Ч. 2. — СПб.: тип. Имп. акад. наук, 1899.(рос. дореф.)
- Українські народні пісні, записані в XVI—XVII ст. // Пісні та романси українських поетів. В двох томах. Том 1. / Упорядкування, вступна стаття і примітки Г. А. Нудьги. — Серія: `Бібліотека поета.`— Київ: Радянський письменник, 1956. — С. 299—334.
- Чулков М. Д. Новое и полное собрание российских песен. Часть 4. — М.: Унив. тип. Н. Новикова. 1780. — 184 с.(рос. дореф.)(укр.)
- Литература украинского фольклора. 1777—1900. Опыт библиографического указателя [Архівовано 10 березня 2022 у Wayback Machine.] / сост. Б. Д. Гринченко. — Чернигов: Зем. Тип., 1901. — 317 c.(рос. дореф.)
- Данилов В. Украинские лубочные песенники / Киевская старина. — 1905. июнь. — С. 213—228.(рос. дореф.)(укр.)
- Данилов В. В. Малорусскія народныя пѣсни въ старыхъ и новыхъ лубочныхъ изданіяхъ // Русскій филологическій вѣстникъ. — № 3—4. — Варшава: тип. Варшавскаго учебн. округа, 1910. — С. 232—242.(рос. дореф.)
- Данилів В. Додатки до огляду українських лубяніх співанників та малюнків // Україна. Том 1. — № 3, — Київ, 1907. — С. 390—393.
- Пѣсни Малороссійскія // Молодчикъ съ молодкою на гуляньѣ съ пѣсенниками… — СПб.: [Тип. Богдановича], 1790. — С. 169—182.(рос. дореф.)(укр.)
- Пѣсни Малороссійскія // Львов Н. А. Собраніе народныхъ рускихъ пѣсенъ с ихъ голосами, на музыку положилъ Иванъ Прачъ. — СПб.: тип. Горнаго училища 1790. — С. 181—189.(рос. дореф.)(укр.)
- Пѣсни Малороссійскія // Собраніе народных руских песен с их голосами / музыку для фортепіано положил Иван Прач; [передм. Н. А. Львова]. — С.-Петербург, 1806. — С. 68—75.(рос. дореф.)(укр.)
- Пѣсни Малороссійскія // Новѣйшій полный всеобщій пѣсенникъ…: въ четырехъ частяхъ…. Часть первая. — СПб.: в тип. Импер. театра, 1818. — С. 99—133.(рос. дореф.)(укр.)
- Пѣсни малороссійския / Новѣйшій всеобщій и полный пѣсенникъ. Часть первая. — СПб.: Тип. И. Глазунова, 1819. — С. 147—175. (рос. дореф.)(укр.)
- Цертелєв М. А. Опыт собрания старинных малоросийских песней. — СПб.: В тип. Карла Крайа, 1819.(рос. дореф.)(укр.)
- Максимович М. А. Малороссійскія пѣсни. — М., 1827.(рос. дореф.)(укр.)
- Срезневский И. И. Запорожские песни, с переводом и историческими примечаниями / И. И. Срезневский // Утренняя звезда. Собрание статей в стихах и прозе. Книжка 2. — Харьков: в Унив. тип., 1833. — С. 51—70.(рос. дореф.)(укр.)
- Максимович М. А. Украинскія народныя пѣсни. — М.: въ Унив. тип-іи., 1834.(рос. дореф.)(укр.)
- Метлинський А. Л. Думки и пѣсни та ще дещо Амвросія Могилы. — Х., 1839.(рос. дореф.)(укр.)
- Евецкий Ф. Малороссийские исторические песни и думы // Отечественные записки. — 1841, Т. XV, С. 65—93.(рос. дореф.)(укр.)
- Максимович М. Сборник украинских песен издаваемый Михаилом Максимовичем. Ч. 1.] — Киев: в Тип. Феофила Глюксберга, 1849. — 129 с.(рос. дореф.)(укр.)
- Потебня О. О. Українські пісні, видані коштом О. С. Баліної. — СПб: Типографія Ф. Стелловського, 1863. — 125 с.
- Лавренко Д. Пісні українського люду. Пісні про кохання. Видав Д. Лавренко.] — Київ. В друкарні Федорова. 1864.
- Лисенко М. В. Збірник українських пісень. Зібрав і у ноти завів М. Лисенко. Перший Випуск. Третє видання. — Київ: У Болеслава Корейво, 1868.
- Драгоманов М., Антонович В. Историческія пѣсни малорусскаго народа. Съ объясненіями Вл. Антоновича и М. Драгоманова. Томъ первый. — Кіевъ: Тип. М. П. Фрица, 1874.(рос. дореф.)(укр.)
- Чубинский П. П. Труды этнографическо-статистической экспедиции в Западно-Русский край, снаряженной Императорским Русским Географическим Обществом. Юго-Западный отдел. Материалы и исследования: [в 7 т.] / собрал П. П. Чубинский. — Т. 5: Песни любовные, семейные, бытовые и шуточные / Изд. под наблюдением Н. И. Костомарова. — Санкт-Петербург: Тип. Майкова. — 1874. — 1209 c.(рос. дореф.)(укр.)
- Нейман Ц. Малорусский песенник 18 в. из собрания рукописей Т. В. Кибальчича // Киевская старина, — 1884 г., — № 5. — с. 153—158.(рос. дореф.)(укр.)
- Український співаник: 100 пісень з нотами / Улаштував Б. Арсень <А. Я. Баккалінський>. — Одесса: Тип. и Хромолит. Е. И. Фесенко, 1904. Вип. 4. — 132 с.
- Півень Олександр. Веселим людям на втіху. — М.: тип. Т-ва И. Д. Сытина, 1906. — 127 с.
- Іван Франко. Студії над українськими народнїми піснями // Записки НТШ. — 1907—1912.
- Гнатюк В. М. Хоценський співаник Левицьких // ЗНТШ, 1909 р. — т. 91. — с. 95—125.
- Гнатюк В. М. Угроруський співаник Ів. Гряделевича // ЗНТШ, 1909 р. — т. 88. — с. 151—157.
- Будзиновський В'ячеслав. Старі українські піснї про сусїдство України з Московщиною [Архівовано 11 січня 2020 у Wayback Machine.] // Вістник Союза визволення України. — 19.03.1917.
- Сумцов М. Ф. Слобідсько-українські історичні пісні. — 2-е вид. — Черкаси: Друкарня Видавничого Т-ва «Сіяч», 1918.
- Ревуцький Д. Українські думи та пісні історичні. — Видання Товариства «Час» у Київі, 1919. — 300 с.
- Возняк М. С. Два співаники половини та третьої чверті 18 ст. // ЗНТШ, 1922 р. — т. 133. — с. 115—172.
- Петро Рулін. Українська пісня в старовинному російському співанику // Записки Історично-Філологічного Відділу. За головним редагуванням А. Кримського. Кн. IV. (1924). — К., 1924. — С. 148—199.
- Возняк М. С. Із збірника Кондрацького кінця XVII в. Кілька нових даних до старої української пісенности // ЗНТШ, 1927 р. — т. 146. — с. 155—179.
- Возняк М. С. Із співаника Домініка Рудницького // ЗНТШ, 1929 р. — т. 150. — с. 243—252.
- Михайло Возняк. Цікава пам'ятка української пісенности XVII в. // Україна. 1929. — Березень-Квітень. Книга 33. — с. 3—37.
- Квітка К. Українські народні мелодії. Київ: Слово, 1922. 256 стор. (Е-бібліотека «Культура» [Архівовано 15 квітня 2021 у Wayback Machine.])
- Пісні Явдохи Зуїхи (1965)
- Дей О. Колядки і щедрівки. Зимова обрядова поезія трудового року. — Київ: Наукова думка, 1965. — 804 стор. (DJVU)
- Колесса Ф. Мелодії українських народних дум. — Київ: Наукова думка, 1969. — 595 с. (PDF)
- Іваницький А., Шубравська М. та Наталія Бучель. Весільні пісні У 2-х кн. — Київ: Наукова думка, 1988. Серія «Українська народна творчість»
  - Весільні пісні: Кн. 1.: Полісся, Наддніпрянщина, Слобожанщина, Степова Україна. Упоряд. М. Шубравська, А. Іваницький. — 872 стор.
  - Весільні пісні: Кн. 2.: Волинь, Поділля, Буковина, Прикарпаття, Закарпаття. Упоряд. М. Шубравська, Наталія Бучель. — 680 стор.
- Шубравська М. Весільні пісні. — К.: Дніпро, 1988. — 476 стор. ISBN 5-308-00045-X
- Іваницький А. Українська музична фольклористика. — Київ: Заповіт, 1997. — 392 стор. ISBN 966-7272-11-7 (PDF)
- Іваницький А. Українська народна музична творчість
  - (перше видання) Українська народна музична творчість. 1-ше вид. — Київ: Музична Україна, 1990. — 336 стор. ISBN 5-88510-085-3
  - (друге видання) Українська народна музична творчість. 2-е вид. допрацьоване. Під редакцією Михайла Поплавського. — Київ: КНУКіМ; Київ: Музична Україна, 1999. — 222 стор. ISBN 966-95024-11
  - (третє видання) Український музичний фольклор. 3-е вид. допрацьоване. — Вінниця: Нова книга. 2004. — 320 стор. ISBN 966-95024-11 (PDF)
- Супрун-Яремко Н. Українці Кубані та їхні пісні. — Київ: Музична Україна, 2005. — 771 с. ISBN (DJVU)
- Квітка К. Українські народні мелодії: Частина 1 «Збірник». Упоряд. та ред. А. І. Іваницького. — Київ: Поліграф Консалтинг, 2005. — 480 с. ISBN 966-02-3858-4 (загальний) ISBN 966-02-3858-2 (Ч. 1) (PDF)
- Квітка К. Українські народні мелодії: Частина 2 «Коментар». Упоряд. та ред. А. І. Іваницького. — Київ: Поліграф Консалтинг, 2005. — 383 с. ISBN 966-02-3858-4 (загальний) ISBN 966-02-3860-6 (Ч. 2) (PDF)
- Іваницький А. Хрестоматія з українського музичного фольклору. — Вінниця: Нова книга. 2008. — 520 стор. ISBN 978-966-382-139-9 (PDF)